# Roding Valley (London Underground)

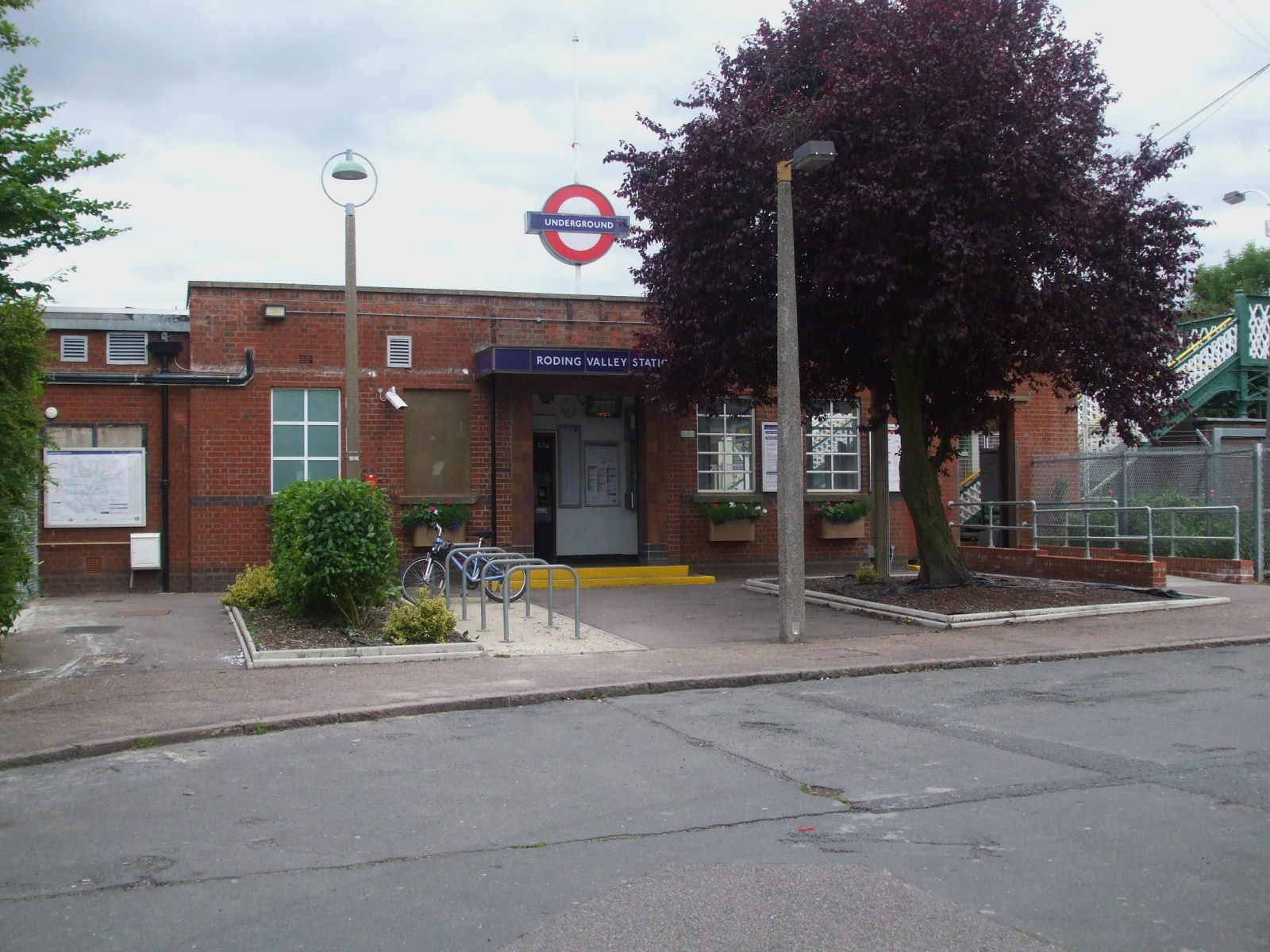
Stationsgebäude

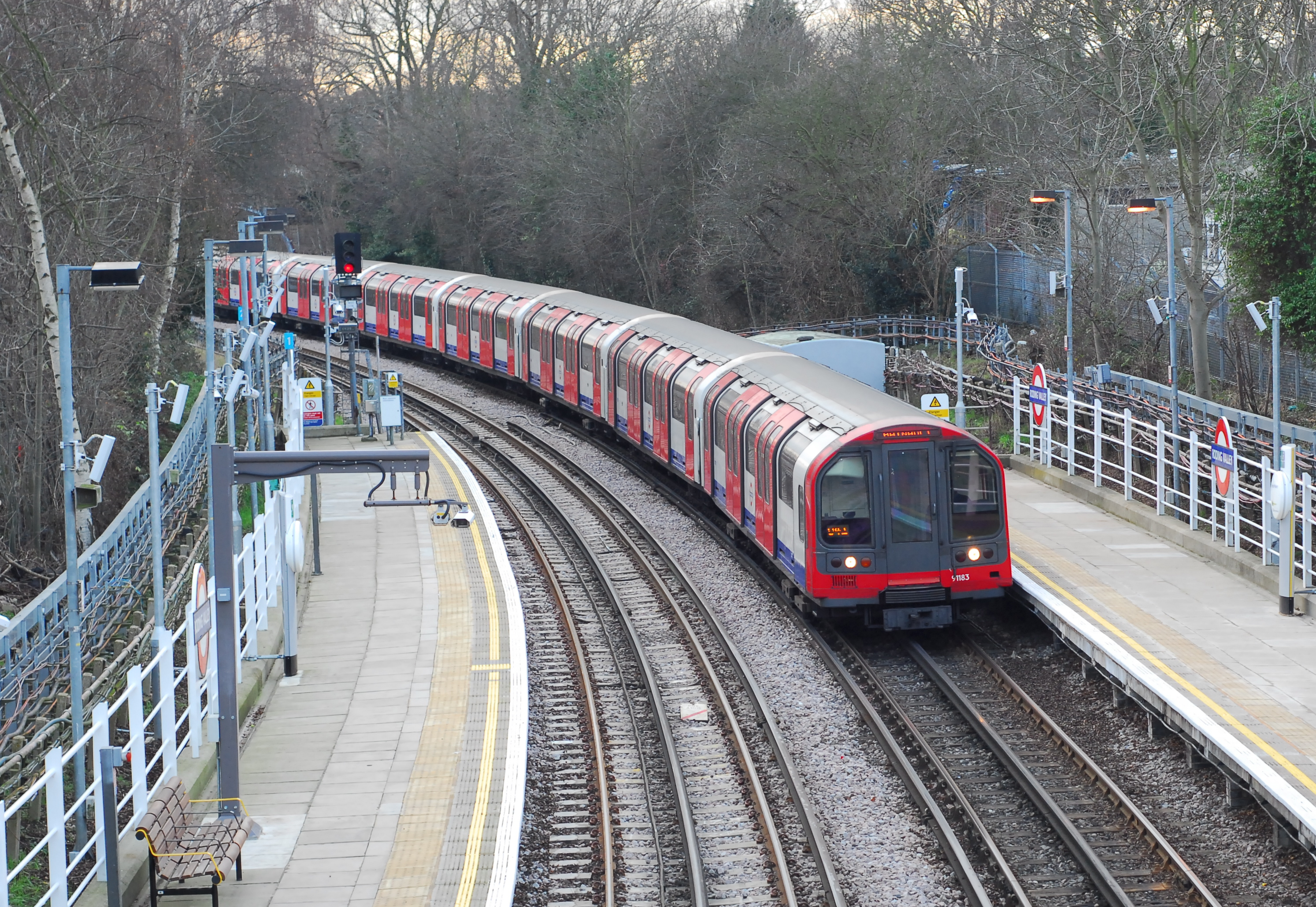
Ein Zug des Typs 1992 Tube Stock fährt in die Station ein

Roding Valley ist eine oberirdische Station der London Underground im Stadtbezirk London Borough of Redbridge. Sie liegt in der Travelcard-Tarifzone 4 am Buckhurst Way, unmittelbar an der Außengrenze von Greater London. Im Jahr 2014 nutzten 0,26 Millionen Fahrgäste diese von der Central Line bediente Station, was sie zur am geringsten frequentierte Station des gesamten Netzes macht.
Am 1. Mai 1903 eröffnete die Great Eastern Railway (GER) eine Vorortseisenbahn von Ilford über Hainault nach Woodford, die sogenannte Fairlop Loop. In den ersten drei Jahrzehnten hielten hier zunächst keine Züge. Die London and North Eastern Railway (LNER), die Nachfolgegesellschaft der GER, eröffnete am 3. Februar 1936 den Haltepunkt Roding Valley. Der Name stammt vom Fluss Roding, der in der Nähe vorbeifließt.
Der letzte von Dampflokomotiven gezogene LNER-Zug verkehrte am 29. November 1947. Daraufhin ruhte der Verkehr auf der Strecke rund anderthalb Jahre lang, um die für den U-Bahn-Betrieb notwendige Elektrifizierung durchführen zu können. Der erste U-Bahn-Zug fuhr schließlich am 21. November 1948. Im darauf folgenden Jahr wurde das aus Holz bestehende Stationsgebäude durch einen dauerhafteren Neubau ersetzt. Bis zum 19. Oktober 2006 war bereits um 20:00 Uhr Betriebsschluss, seither um Mitternacht.
Roding Valley gehört seit dem 5. Februar 2006 zu den ersten Stationen der London Underground, die nicht mehr mit Personal besetzt sind und über keinen Fahrkartenschalter verfügen. Gründe sind einerseits die geringe Nutzung, andererseits die zunehmende Verbreitung der Oyster-Card, wodurch weniger Verkaufspersonal erforderlich ist.